# エネミー・ライン
『エネミー・ライン』（Behind Enemy Lines）は、2001年のアメリカ合衆国の映画。撃墜された戦闘機から脱出した航空士の逃走劇を描いた戦争映画。オーウェン・ウィルソン主演。監督はジョン・ムーア。

## 製作
本作は、ボスニアヘルツェゴビナのセルビア人武装勢力により撃墜されたF/A-18Fから脱出したWSO（兵器管制士官）の逃走劇をメインとした戦争映画である。
空母はカール・ヴィンソン(CVN-70)が使われた。
兵器のメカニズムが精巧に描写されている。例えば、公開当時まだ就役間もなかったF/A-18Fスーパーホーネット戦闘攻撃機の発着艦、被撃墜・コックピットイジェクトプロセス、地雷の仕掛けられたトラップの起爆ギミックなどである。また、セルビア人武装勢力が装備するT-72（セルビア仕様T-84として出演）戦車、BMP-1歩兵戦闘車なども全て実車を用いて撮影されている。ただ、F/A-18Fの最新操縦システムを構成するグラスコックピットやHMDは画面上に登場せず、旧世代の計器板やヘルメットで代用撮影されている。
物語の基盤は、1995年7月22日撃墜された米空軍F-16Cパイロットスコット･F･オグレディ大尉が友軍に救出されるまでの6日間の逃亡劇とする説があり、当人自身も退役の翌2002年に主人公のモデルに無許可での映画化であると主張して製作会社に対し提訴した。1994年に撃墜され脱出した英国海軍FRS Mk.1シー･ハリアーパイロットニック･リチャードソン大尉や、湾岸戦争帰りの元英国空軍ナビゲーターで作家のジョン･ニコールの作品とも類似するといわれる。

## あらすじ
1992年から起きた旧ユーゴスラビアの民族紛争がシンシナティ協定により、ボスニアの停戦合意が実現。戦闘の鎮静化に伴いNATO軍が撤退を始め、米海軍空母カール・ヴィンソンはアドリア海上で不測の事態に備えていた。
米海軍大尉クリス・バーネットは、実戦ではなく訓練と巡回だけの任務に意味を見出せず辞表を提出し、アドリア海戦闘群司令官レイガート少将と衝突する。そして、本来は休暇であるクリスマスに、レイガート提督はボスニア上空からの撮影任務を命じる。
相棒のスタックハウス大尉と共に空母から発艦したF/A-18Fは、ボスニア上空を飛行中、非武装地帯に移動目標のレーダー反応を探知。偵察のため無許可で飛行ルートを外れてその非武装地帯に向かい、搭載カメラで空撮するが、それに気付いたセルビア人武装勢力から地対空ミサイル(SAM)9K35ストレラによる攻撃を受けて撃ち落とされる。和平合意に反して武装勢力が集結していたのだ。
バーネットとスタックハウスは、敵地上空で大破した偵察機から緊急脱出しパラシュートで山中に降下する。脱出の際に負傷して動けないスタックハウスを残して、バーネットは無線連絡を取るために山頂を目指すが、その最中にセルビア人武装勢力が降下地点に迫ってくる。スタックハウスはなすすべもなく捕まり、その場で射殺される。隠れながらその光景を目にしたバーネットは思わず声を上げてしまい、武装勢力に察知されてしまう。
バーネットはセルビア人武装勢力に追われながらも山頂にたどり着き、基地との無線連絡によりレイガート提督が救出命令を出す。しかし、停戦合意が崩れることを危惧したNATO海軍部司令官ピケ提督に中止させられ、バーネットは自力で安全地帯まで突破しなければならなくなり、追跡をかわしながら逃走中、大量虐殺の墓地にはまり、さらに危険な地雷原を進む。
米軍機被撃墜が国際ニュースとなり、スタックハウス殺害への関与を否定するセルビア人勢力は、バーネットを殺害しようと執拗に迫っていた。また、撮影された写真が保存されている記憶媒体を回収しようと躍起になって捜索していた。
逃走中、バーネットはボスニア人民兵の拠点にてセルビア人武装勢力が民間人の大量虐殺を行っていた事を聞き、その証拠を持っていると話したが信じてもらえなかった。そこにセルビア側の戦車が砲撃を加え、ボスニア人民兵に被害が出る。
バーネットはその状況を利用し、セルビア人勢力の遺体と自分の軍服をすり替えて欺く。しかし、その遺体は偽物であるとばれてしまい、セルビア人勢力が遺体映像を利用しニュースで米軍人死亡が報じられる。これを受け誤解した米海軍は救出作戦を中止、バーネットの目に見える位置まで来ていた救出部隊ヘリは引き返してしまう。
絶体絶命かと思われたが、墜落時に見た聖母像を発見しひらめいたバーネットは、脱出シートまで向かい停止していた位置信号ビーコンを手動で復活させる。それを察知したレイガート提督は解任覚悟で自らヘリ部隊を率い、救出に向かう。直後にセルビア人武装勢力の司令官であるミロスラヴ・ロカーもビーコン反応を察知し位置を知ることとなり、同時に記憶媒体がそこにあることも露見する。
バーネットを追跡していた傭兵サシャ・イヴァニッチはバーネットを追い詰めるが逆に罠に嵌り、死闘の末に返り討ちにされる。相棒のスタックハウスの無念が晴れた直後にセルビア人武装勢力の奇襲を受けるが、そこへ救出に駆けつけたレイガート提督率いるヘリ部隊の援護を受け九死に一生を得る。
そのまま離脱することもできたが、バーネットは大量虐殺及び戦争犯罪の証拠写真が入った記憶媒体を回収することを決意し、銃弾の降り注ぐ中に舞い戻りこれを間一髪で回収。すんでのところでヘリに飛び移り脱出に成功を果たした。
レイガート提督に帰還報告の後、渡していた辞表を返してもらったバーネットはそれを破いて、海軍に留まる決意を固めた。空母カール・ヴィンソンに帰還すると乗員達は救出成功の歓喜で満ちた。バーネットが持ち帰った写真が証拠となり、セルビア軍司令官ミロスラヴ・ロカーは大量虐殺を含む数々の戦争犯罪で逮捕され、有罪判決を受けた。この事件によって、レズリー・レイガート海軍少将は空母戦闘群司令官の地位を失う事になった。そして、ワシントンの管理部門に閑職へと追い込まれた。しかし、レイガート提督は部下達からの尊敬と一心で感謝を集めつつも長年の軍隊生活から引退する道を選ぶのだった。

## キャスト
- クリス・“ロングホーン”・バーネット大尉: オーウェン・ウィルソン - アメリカ海軍のWSO（兵器管制士官）。
- レズリー・マクマホン・レイガート司令官: ジーン・ハックマン - アメリカ海軍少将。クリスの上官。
- ジェレミー・“スモーク”・スタックハウス大尉: ガブリエル・マクト - クリスの相棒のパイロット。
- グレン・ロッドウェイ大尉: チャールズ・マリック・ホイットフィールド - アメリカ海兵隊分隊長。
- フアン・ミゲル・ピケ提督: ジョアキム・デ・アルメイダ - NATO軍の海軍総指揮官。中将（フランス軍）。
- トム・オマリー特務曹長: デヴィッド・キース - レイガート司令官の右腕。
- ミロスラヴ・ロカー司令官: オレク・クルパ - セルビア人民兵の司令官。
- サシャ・イヴァニッチ（追跡者）: ウラジミール・マシュコフ - セルビア人民兵から雇われた傭兵。
- ヴィクトル・バズダ大佐: マルコ・イゴンダ - ロカーの副官。
- エルノート・ヴァン・リンデン: 本人 - スカイニュースの記者。
- J.O.: トッド・ボイス
- バビック（アイス・キューブ）: カミル・コラリック
- エジャプ: サラエティン・ビラール
- エド・バーネット: レオン・ラッサム - クリスの父。
- ペトロビッチ将軍: ウラジミール・オクタベック - セルビア人民兵の将軍。

## 日本語吹替
| 役名                         | 俳優                                     | 日本語吹き替え                  | 日本語吹き替え                                   |
| 役名                         | 俳優                                     | ソフト版                        | フジテレビ版                                     |
| ---------------------------- | ---------------------------------------- | ------------------------------- | ------------------------------------------------ |
| バーネット                   | オーウェン・ウィルソン                   | 楠大典                          | 宮本充                                           |
| レイガート                   | ジーン・ハックマン                       | 石田太郎                        | 石田太郎                                         |
| スタックハウス               | ガブリエル・マクト                       | 後藤敦                          | 安原義人                                         |
| ロッドウェイ                 | チャールズ・マリック・ホイットフィールド | 咲野俊介                        | 乃村健次                                         |
| ピケ                         | ジョアキム・デ・アルメイダ               | 佐々木梅治                      | 野沢那智                                         |
| オマリー                     | デヴィッド・キース                       | 山路和弘                        | 原康義                                           |
| ロカー                       | オレク・クルパ                           | 佐々木敏                        | 麦人                                             |
| サシャ（追跡者）             | ウラジミール・マシュコフ                 | 原語音声                        | 大塚芳忠                                         |
| バズダ                       | マルコ・イゴンダ                         | 原語音声                        | 成田剣                                           |
| エルノート・ヴァン・リンデン | 本人                                     | 田原アルノ                      | 牛山茂                                           |
| J.O.                         | トッド・ボイス                           | 大川透                          |                                                  |
| バビック                     | カミル・コラリック                       | 川村拓央                        | 鳥海勝美                                         |
| エジャプ                     | サラエティン・ビラール                   | 仲野裕                          | 幹本雄之                                         |
| エド・バーネット             | レオン・ラッサム                         | 小山武宏                        | 斉藤次郎                                         |
| ペトロビッチ                 | ウラジミール・オクタベック               | 石波義人                        | 天田益男                                         |
| ナレーション                 | -                                        | 田原アルノ                      | 牛山茂                                           |
| その他                       | N/A                                      | 木村雅史 斉藤次郎 斎藤恵理      | 花輪英司 木下浩之 浅野まゆみ 水落幸子            |
| 日本語版制作スタッフ         |                                          |                                 |                                                  |
| 演出                         | 演出                                     | 高橋剛                          | 鍛治谷功                                         |
| 翻訳                         | 翻訳                                     | 林完治（字幕） 平田勝茂（吹替） | 栗原とみ子                                       |
| 調整                         | 調整                                     | 佐藤隆一                        | 飯村靖雄                                         |
| 制作                         | 制作                                     | ビデオテック                    | ブロードメディア                                 |
| 初回放送                     | 初回放送                                 |                                 | 2005年5月28日 『プレミアムステージ』 21:00-22:54 |

## 評価
公開から1週間で興行収入1870万ドルを稼ぎ、同年公開の『ハリー・ポッターと賢者の石』に次いで2位となった。最終的には予算4000万ドルに対し、全世界で9200万ドルの収益を上げた。
2002年の世界スタント賞で、空中戦を演じたパイロットがトーラス賞を受賞した。

## その他
- セルビア人戦闘員役の多くは言語的にセルビア人に近い同じスラブ人のクロアチア人だが、サシャ役のウラジミール・マシコフはロシア人である[2]。
- サシャはセルビアの射撃競技五輪選手であったという設定の為そのころのジャージを着用しているが、その風貌が軍人キャラクターとして今までにない個性であり、世界に印象を残した。これにより、FPSゲームのコール オブ デューティ4 モダン・ウォーフェアに出てくる敵の重要人物ヴィクトル・ザカエフはサシャをモチーフにして設定され、同様のジャージを着用している。日本ではコスプレやサバイバルゲームのコスチュームとして同様のジャージスタイルをよく見かける。
- 物語冒頭において、海中に落下するアメフトのボールに対し主人公が「ウィルソーン」と叫ぶのは、映画『キャスト・アウェイ』のオマージュ、パロディ。[4]
- DVDの日本語字幕ではオマリー特務曹長とバーネット大尉の立場が逆の部分がある[注釈 3]。
- 続編『エネミー・ライン2 -北朝鮮への潜入-』があるが、物語のつながりはない。